# 벤질메르캅투르산
벤질메르캅투르산(영어: benzylmercapturic acid)은 사람에서 톨루엔의 소량 대사 산물이다. 벤질메르캅투르산은 톨루엔 노출의 진단에 사용된다. 벤질메르캅투르산은 이름에서 알 수 있듯이 메르캅투르산(아세틸시스테인)의 벤질 유도체이다.

## 같이 보기
- 메르캅투르산 (아세틸시스테인)
- 벤질기